# ワラチャ
ワラチャ（Guaracha）
は、キューバや大アンティル諸島地域発祥の音楽ジャンルおよびダンスのジャンルの1つ。

## 起源と歴史的経緯
1920年代から1950年代にかけての時期、
キューバや大アンティル諸島地域発祥のダンススタイルや歌が世界的に流行し、
それらはワラチャと呼ばれた。
特に人気の出たキューバ以外の地域は、
プエルトリコと、キューバやプエルトリコからの移民が多く住むニューヨーク。
また、メキシコでは1950年代から浸透しはじめ1980年代はじめ頃まで、
ワラチャは広くメキシコ社会にも浸透した。
そのように20世紀になり広く流行する前、歴史を辿ると18世紀に、
四行連の詩に合わせて踊るようになったのが始まり、と言われている。
また、コミックソング的なものとして18世紀末頃から歌われだして人気が出た音楽ジャンルでもあり、
世間によくいるあんな人こんな人という類型やら世間の習慣風習的なものを歌う。
ワラチャ音楽の起源に関しては、更に歴史を遡り、
1583年4月のハバナ、植民地時代のキューバの総督ガブリエル・デ・ルホァン（スペイン語: Gabriel de Luján）が政敵と権力闘争していた時、
街頭や広場でギタリストとコーラスが、そういった政争を批判する歌を歌っていた、
とする記録もある、勿論、音楽的リズム等は、今現在のワラチャのものとは同じではなかったが。
ワラチャのダンスの起源を遡ると、スペインはマドリードのテアトゥロ・ブフォ（スペイン語: Bufo (teatro)）
で踊られていたサパテアド（英語: Zapateado (Spain)）というタップダンスに辿り着く。
テアトゥロ・ブフォは、19世紀にスペインやキューバで人気のあった、
観客に風刺的なユーモアと笑いを提供する劇場で、ワラチャは、その中の一部分であったが、
後に、ワラチャだけが単独で舞踏会で演じられるようになった。
そして20世紀に入り、他ジャンルの音楽と共に演奏され、歌われる機会が増え、より世間に広まっていく中で、
クリエイティヴなワラチャの作曲家等のミュージシャンが続々登場し始め、
それが20世紀のワラチャの世界的流行へと繋がっていった。
ワラチャは、歌や踊りのジャンルの１つとして19世紀初期以降、伝承文学で語られ続け、今に至っている。
それは即ち、長い年月をかけた進化発展を今も続けているからである。

## 音楽的特長
ワラチャの音楽的特長特徴は、
- コールアンドレスポンス的に、メインの歌手とコーラスとが歌唱による掛け合いをする[1]
- アフリカ音楽の影響を受けたアフリカ音楽的リズム[1]
- 歌われる歌詞は、ピカレスク小説の悪漢や人気人物に関する内容が多い[1]
- メロディは、ポピュラー音楽的[2]

等が挙げられる。
ワラチャのリズムは基本的にダンサブルなリズムで、
キューバでは、
クリスマスの街頭パレード的なイベントパランダス（英語: Parrandas）からポピュラー音楽のコンサートまで、
その他プエルトリコでは伝統的なクリスマスキャロルとしても歌われたり、
色々な場で登場する音楽である。
サルサやルンバ等、今日人気があるリズムの幾つかは、
ワラチャの音楽的特長に影響を受け、その特徴を引継いでいる。

## 使用楽器
ワラチャで最もよく使われる楽器は、
- ギロ：ヒョウタンの内側をくりぬいて作られるラテンアメリカの打楽器。
- トゥレス（英語: Tres (instrument)）：6弦・3コースのギター状弦楽器（tres cubano／トゥレス・クバノ）。
- クラシック・ギター
- マラカス

である。
トゥレスでなくクアトロが使われることもある。
また、今日のワラチャ音楽においては、
- クラベス：2本の棒状の木片を打ち合わせて音を出す打楽器（イディオフォン）。
- ボンゴ：大きさの異なる大小2つの片面太鼓をつなぎ合わせたアフロ・キューバン打楽器（膜鳴楽器）。
- カウベル
- トランペット

なども使われている。
その他、プエルトリコには、クラベス的な打楽器で、パリトス（英語: Palitos）という、
直径3cm、長さ25cmほどのスティック状イディオフォンがあり、プエルトリコ系のワラチャ演奏では使われている。

## ワラチャの有名曲および関連ミュージシャン等
ワラチャで有名または人気のある曲としては、
- Mis cinco hijos
- Un caramelo para Margot
- La glotona
- Cómo me gusta hablar español y Mario Agüé
- Hermoso bouquet
- Pueblo latino
- Borracho no vale
- Compay póngase duro
- Mujer Trigueña

などが挙げられる。
ワラチャのジャンルでの代表的なミュージシャンやバンドとしては、
- ニィコ・サキート（英語: Ñico Saquito）
- ラ・ソノラ・マタンセラ（英語: Sonora Matancera）
- オスバルド・ファレス（スペイン語: Osvaldo Farrés）
- ミゲリト・バルデス（英語: Miguelito Valdés）[注 1]
- アルセニオ・ロドリゲス（英語: Arsenio Rodríguez）
- カスカリータ（英語: Cascarita）
- ベニィ・モレ（英語: Benny Moré）[注 1]
- セリア・クルス[注 1]

などが挙げられる。
また、ワラチャ歌手で、自在に早口の歌詞を歌えて、即興で歌うのもお手の物、
な人のことをワラチェロ（guarachero／男性歌手）またはワラチェラ（guarachera／女性歌手）と呼び、
カスカリータやセリア・クルスは、その代表例と言える。